# Парадокс Скулема
Парадокс Скулема — противоречивое рассуждение, описанное впервые норвежским математиком Туральфом Скулемом, связанное с использованием теоремы Лёвенгейма — Скулема для аксиоматической теории множеств.
В отличие от парадокса Рассела, парадокса Кантора, парадокса Бурали-Форти, где при помощи логически верных выводов обнаруживается противоречие, «замаскированное» в исходных посылках, «противоречие» парадокса Скулема возникает от ошибки в рассуждениях, и аккуратное рассмотрение вопроса показывает, что это лишь мнимый парадокс. Тем не менее, рассмотрение парадокса Скулема имеет большую дидактическую ценность.

## Формулировка
Если система аксиом любой аксиоматической теории множеств непротиворечива, то она, в силу теорем Гёделя и Лёвенгейма — Скулема, имеет модель и, более того, эта модель может быть построена на натуральных числах. То есть, всего лишь счётное множество объектов {\displaystyle M} (каждый из которых будет соответствовать уникальному множеству) требуется для того, чтобы подобрать значение предиката {\displaystyle x\in y} для каждой пары объектов, полностью удовлетворяющее аксиомам этой теории (например, {\displaystyle \mathrm {ZF} } или {\displaystyle \mathrm {ZFC} } — в предположении их непротиворечивости, см. Аксиоматика теории множеств). В такой ситуации для каждого объекта модели {\displaystyle y} лишь конечное или счётное количество объектов (больше просто нет в предметной области) могут входить в отношение {\displaystyle \ldots \in y}. Фиксируем такую модель {\displaystyle {\mathfrak {M}}} со счётным {\displaystyle M} в качестве предметной области.
В силу теорем {\displaystyle \mathrm {ZF} }, вне зависимости от принятой модели в {\displaystyle \mathrm {ZF} } выводимо, например, существование терма {\displaystyle {\mathcal {P}}(\omega )}, мощность которого несчётна. Но в счётной модели любое множество вынужденно не более, чем счётно — противоречие?

## Разрешение
Проведём рассуждение аккуратно. Факт {\displaystyle \mathrm {ZF} \vdash \exists x(x={\mathcal {P}}(\omega ))} означает, что существует такой объект {\displaystyle c\in M}, что формула первого порядка, соответствующая выражению {\displaystyle x={\mathcal {P}}(\omega )}, истинна в модели {\displaystyle {\mathfrak {M}}} на оценке, при которой индивидной переменной {\displaystyle x} поставлен в соответствие объект {\displaystyle c}. Теорема Кантора утверждает, что {\displaystyle x} — несчётно, что по определению значит
{\displaystyle \mathrm {ZF} \vdash \neg \exists f(f} — биекция между {\displaystyle {\mathcal {P}}(\omega )} и {\displaystyle \omega )\land \exists f(f} — биекция между {\displaystyle \omega } и {\displaystyle \omega \cup {\omega }),}
где «{\displaystyle f} — биекция между {\displaystyle A} и {\displaystyle B}» означает {\displaystyle \forall x\forall y(\langle x,\;y\rangle \in f\Leftrightarrow (x\in A\land y\in B))}, где {\displaystyle \langle x,\;y\rangle } — любое кодирование упорядоченных пар, например, {\displaystyle \langle x,\;y\rangle =\{x,\;y,\;\{x\}\}}.
Но это значит лишь то, что среди элементов {\displaystyle M} нет такого {\displaystyle f}, что в модели {\displaystyle {\mathfrak {M}}} оно удовлетворяло бы свойствам биекции между {\displaystyle {\mathcal {P}}(\omega )} и {\displaystyle \omega }. При этом не важно, что в отношение принадлежности с объектом из {\displaystyle M}, соответствующим терму {\displaystyle {\mathcal {P}}(\omega )} может входить не более чем счётное число объектов из {\displaystyle M} — важно то, что среди объектов {\displaystyle M} не существует {\displaystyle f}, осуществляющего необходимую биекцию.
Рассуждение «если модель счётна, то в отношение {\displaystyle \in } с любым объектом может входить не более чем счётное число объектов» есть рассуждение внешнее по отношению к изучаемой аксиоматической теории и никакой формуле в этой теории не соответствует. С внешней точки зрения на теорию {\displaystyle \mathrm {ZF} } «множество всех множеств» (второй раз слово «множество» здесь обозначает лишь некоторый объект предметной области {\displaystyle \mathrm {ZF} }) может существовать и даже быть счётным, что никак не связано (и потому не может противоречить) с выводимыми в {\displaystyle \mathrm {ZF} } формулами.